# Chalida Chossjainowna Schtschegolejewa
Chalida Chossjainowna Schtschegolejewa (russisch Халида Хосяиновна Щеголеева; * 7. März 1933) ist eine ehemalige sowjetische Eisschnellläuferin.
Schtschegolejewa begann in der Schulzeit mit dem Eislauftraining bei der Sportvereinigung Medik und wurde 1950 Moskauer Stadtmeisterin. Konstantin Kudrjawzew, einer der führenden sowjetischen Eisschnelllauftrainer, entdeckte sie Anfang der 1950er-Jahre für die Nationalmannschaft. Mit 19 Jahren verbesserte sie am 30. Januar 1953 in Medeo den 1500-Meter-Weltrekord auf eine Zeit von 2:25,5 Minuten, die sieben Jahre als internationale Bestmarke Bestand hatte. Bei der Mehrkampfweltmeisterschaft 1953 über vier Strecken in Lillehammer lief Schtschegolejewa die schnellste Zeit über 3000 Meter und schlug ihre favorisierte, acht Jahre ältere Teamkollegin Rimma Schukowa in der Gesamtwertung um einen knappen Zehntelpunkt. Im gleichen Jahr wurde sie als Verdiente Meisterin des Sports der UdSSR geehrt. Bei ihrer WM-Titelverteidigung 1954 belegte sie hinter Lidija Selichowa, Schukowa, Sofja Kondakowa und Eevi Huttunen Rang fünf. Nach 1954 verzeichnet die Eisschnelllauf-Datenbank von SpeedSkatingNews keine weiteren Wettkampfergebnisse von Schtschegolejewa.

## Statistik

### Mehrkampf-Weltmeisterschaften
Chalida Schtschegolejewa nahm 1953 und 1954 an der Mehrkampf-Weltmeisterschaft teil und gewann dabei eine Goldmedaille. Die folgende Tabelle zeigt ihre Zeiten – und in Klammern jeweils dahinter ihre Platzierungen – auf den vier gelaufenen Einzelstrecken sowie die sich daraus errechnende Gesamtpunktzahl nach dem Samalog und die Endplatzierung. Die Anordnung der Distanzen entspricht ihrer Reihenfolge im Programm der Mehrkampf-WM zur aktiven Zeit Schtschegolejewas.
| Mehrkampf-WM | Mehrkampf-WM | 500 m (in Sekunden) | 3000 m (in Minuten) | 1000 m (in Minuten) | 5000 m (in Minuten) | Punkte  | Platz |
| Jahr         | Ort          | 500 m (in Sekunden) | 3000 m (in Minuten) | 1000 m (in Minuten) | 5000 m (in Minuten) | Punkte  | Platz |
| 1953         | Lillehammer  | 49,2 (5)            | 5:25,8 (1)          | 1:38,6 (1)          | 9:08,4 (2)          | 207,640 | 1.    |
| 1954         | Östersund    | 49,9 (7)            | 5:29,9 (3)          | 1:41,7 (4)          | 9:44,4 (8)          | 214,173 | 5.    |

### Persönliche Bestzeiten
Schtschegolejewa lief alle ihre persönlichen Rekorde in Medeo.
| Distanz | Zeit       | Datum           | Ort   |
| ------- | ---------- | --------------- | ----- |
| 500 m   | 48,2 s     | 20. Januar 1954 | Medeo |
| 1000 m  | 1:36,3 min | 20. Januar 1954 | Medeo |
| 1500 m  | 2:25,5 min | 30. Januar 1953 | Medeo |
| 3000 m  | 5:09,2 min | 19. Januar 1954 | Medeo |
| 5000 m  | 9:06,8 min | 26. Januar 1953 | Medeo |